# Armen Sarkissjan

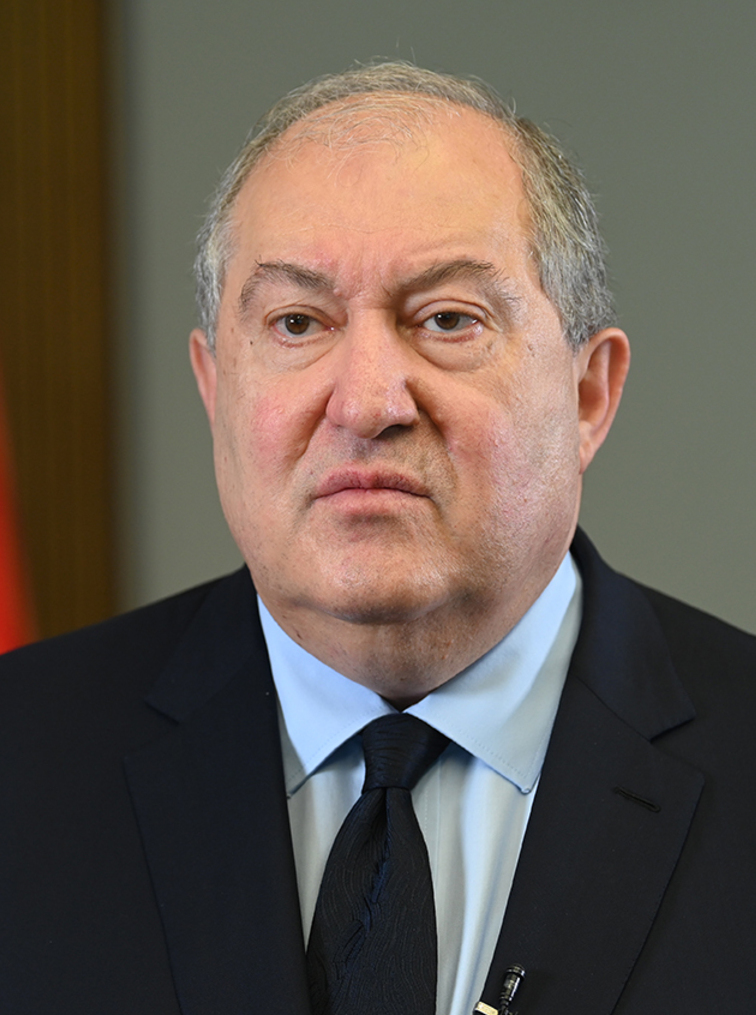
Armen Sarkissjan (2021)

Armen Sarkissjan (armenisch Արմեն Սարգսյան, Transkription Armen Sargsjan, in wissenschaftlicher Transliteration Armen Sargsyan; * 23. Juni 1953 in Jerewan, Armenische SSR, Sowjetunion) ist ein armenischer Physiker, Informatiker, Unternehmer, Diplomat und Politiker. Sarkissjan war vom 4. November 1996 bis zum 20. März 1997 Premierminister von Armenien. Vom 9. April 2018 bis zu seinem Rücktritt am 23. Januar 2022 war er zudem Staatspräsident seines Landes.

## Berufliche Laufbahn
Von 1976 bis 1984 war Armen Sarkissjan Professor für Physik an der Staatlichen Universität Jerewan.  An der University of Cambridge wirkte er ab 1984 als Gaststipendiat. Von 1988 bis 1992 beschäftigte er sich als Institutsleiter an der Fakultät für theoretische Physik mit der Abteilung für Computersimulationen komplexer physikalischer Phänomene (die Armenische SSR war ein Zentrum der sowjetischen Computerindustrie). Sarkissjan bezeichnet sich selbst als einen der ursprünglichen Autoren des populären Computerspiels Tetris, das 1985 an der Moskauer Akademie der Wissenschaft entwickelt wurde. Insgesamt hat Sarkissjan mehr als 50 wissenschaftliche Arbeiten verfasst.
Als Armenien 1991 seine Unabhängigkeit von der Sowjetunion erlangte, bat der damalige Präsident Lewon Ter-Petrosjan Sarkissjan, in London die erste armenische Botschaft in der westlichen Welt zu eröffnen. Gleichzeitig übernahm er die Botschaft für Belgien, die Niederlande, Luxemburg, den Vatikan und die Europäische Union und wurde stellvertretender Außenminister.
Vom 4. November 1996 bis zum 20. März 1997 war er Premierminister von Armenien. Als Schwerpunkte seiner Arbeit bezeichnet Sarkissjan Verwaltungsreformen, den Kampf gegen die Korruption, Liberalisierung, Privatisierung der Medien, Beschleunigung der marktwirtschaftlichen Reformen und Stärkung der demokratischen Institutionen. Sein Nachfolger wurde Robert Kotscharjan, der spätere Präsident.
1998 wurde er erneut zum Botschafter in London ernannt. Von 1999 bis 2000 war er einer der Direktoren der Europäischen Bank für Wiederaufbau und Entwicklung. Seit dem Jahre 2000 lehrte Sarkissjan an der Judge Business School der University of Cambridge. Er gründete die Nichtregierungsorganisation Eurasia House International für die Zusammenarbeit zwischen dem Westen, den GUS-Staaten und China.
Neben seinem wissenschaftlichen und politischen Engagement betätigt sich Sarkissjan auch kommerziell, unter anderem gründete er die Firma Cambridge Pharmaceuticals und arbeitet als Berater für Konzerne wie Alcatel, Telefónica, BP, Finmeccanica und Bekaert. Seit 2002 ist er Mitglied des Weltwirtschaftsforums in Davos.
Am 2. März 2018 wählten ihn die Mitglieder des armenischen Parlaments mit 90 Stimmen bei 10 Gegenstimmen und einer Enthaltung zum neuen Staatspräsidenten des Landes; es gab keinen Gegenkandidaten. Sein Vorgänger Sersch Sargsjan durfte nach zwei Amtsperioden nicht mehr erneut antreten. Sarkissjan trat sein Amt am 9. April 2018 an. Die Amtszeit hätte sieben Jahre gedauert. Jedoch erklärte er am 23. Januar 2022 überraschend seinen Rücktritt. Zwei Monate später wurde Wahagn Chatschaturjan als sein Nachfolger vereidigt.

## Auszeichnungen
1997 verlieh ihm Papst Johannes Paul II. den Gregoriusorden.